# 157494 Durham
157494 Durham è un asteroide della fascia principale. Scoperto nel 2005, presenta un'orbita caratterizzata da un semiasse maggiore pari a 2,5378303 UA e da un'eccentricità di 0,2565452, inclinata di 4,70400° rispetto all'eclittica.